# Караван-сарай (Шекі)

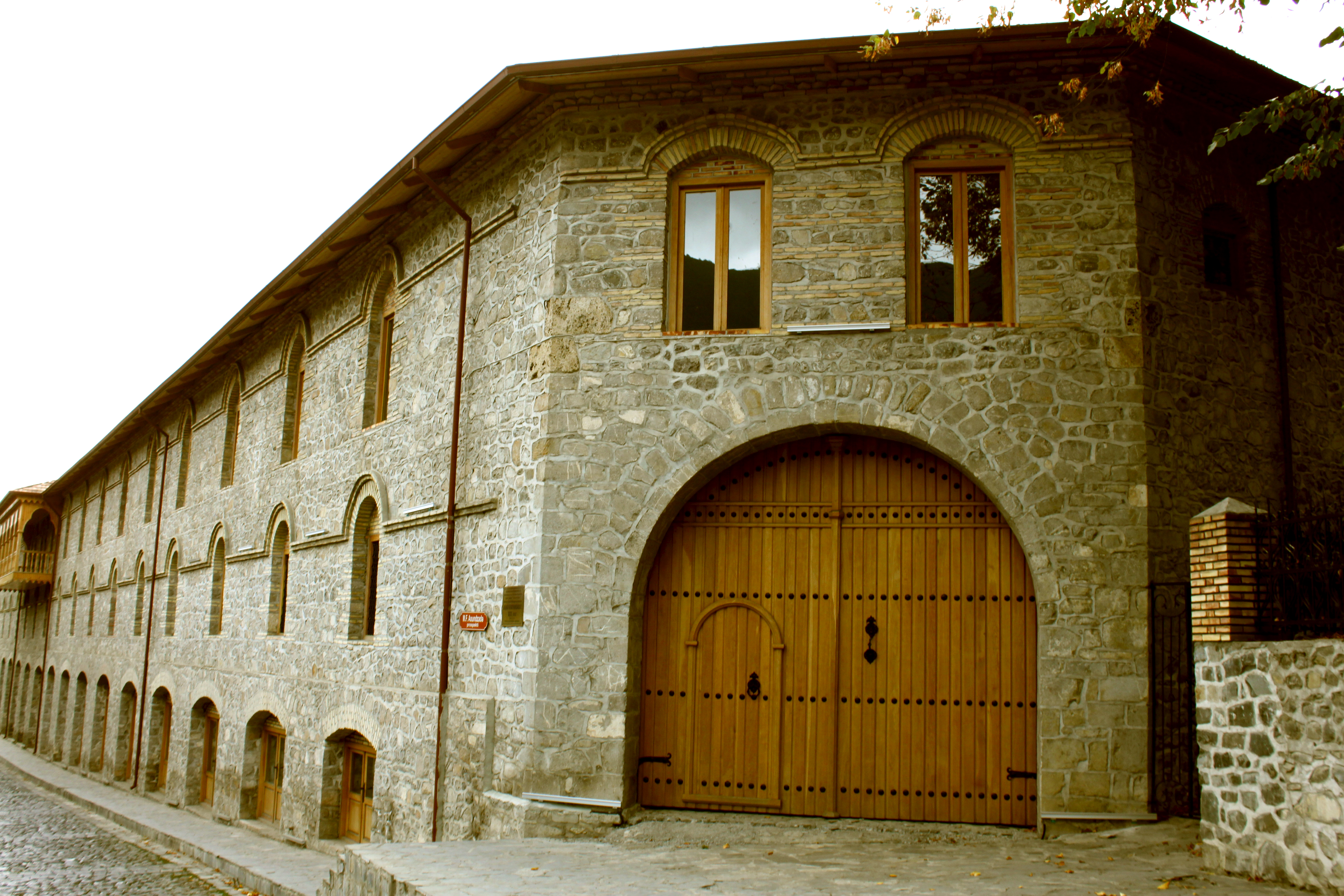
Нижній караван-сарай

Караван-сарай (азерб. Şəki Karvan-sarayı) — історична пам'ятка в місті Шекі в Азербайджані, частина якого використовується також як готельний комплекс.

## Історія
Стрімкий розвиток торгівлі в середні століття значно збільшило роль існуючих тоді на території Азербайджану караван-сараїв і сприяло будівництву нових. Зазвичай караван-сараї будували у вигляді замків з одними воротами, закриття яких, у разі небезпеки, перетворювало їх на неприступну фортецю. 
Історичний комплекс «Караван-сарай» в Шекі являє собою два чудових караван-сараю, що дійшли до наших днів і традиційно званих «Юхари» і «Ашаги» караван-сарай, що в перекладі з азербайджанської на українську мову означає «Верхній» і «Нижній »Караван-сараї. Будівництво цих караван-сараїв відноситься до XVIII-XIX століть нашої ери.

### Верхній караван-сарай

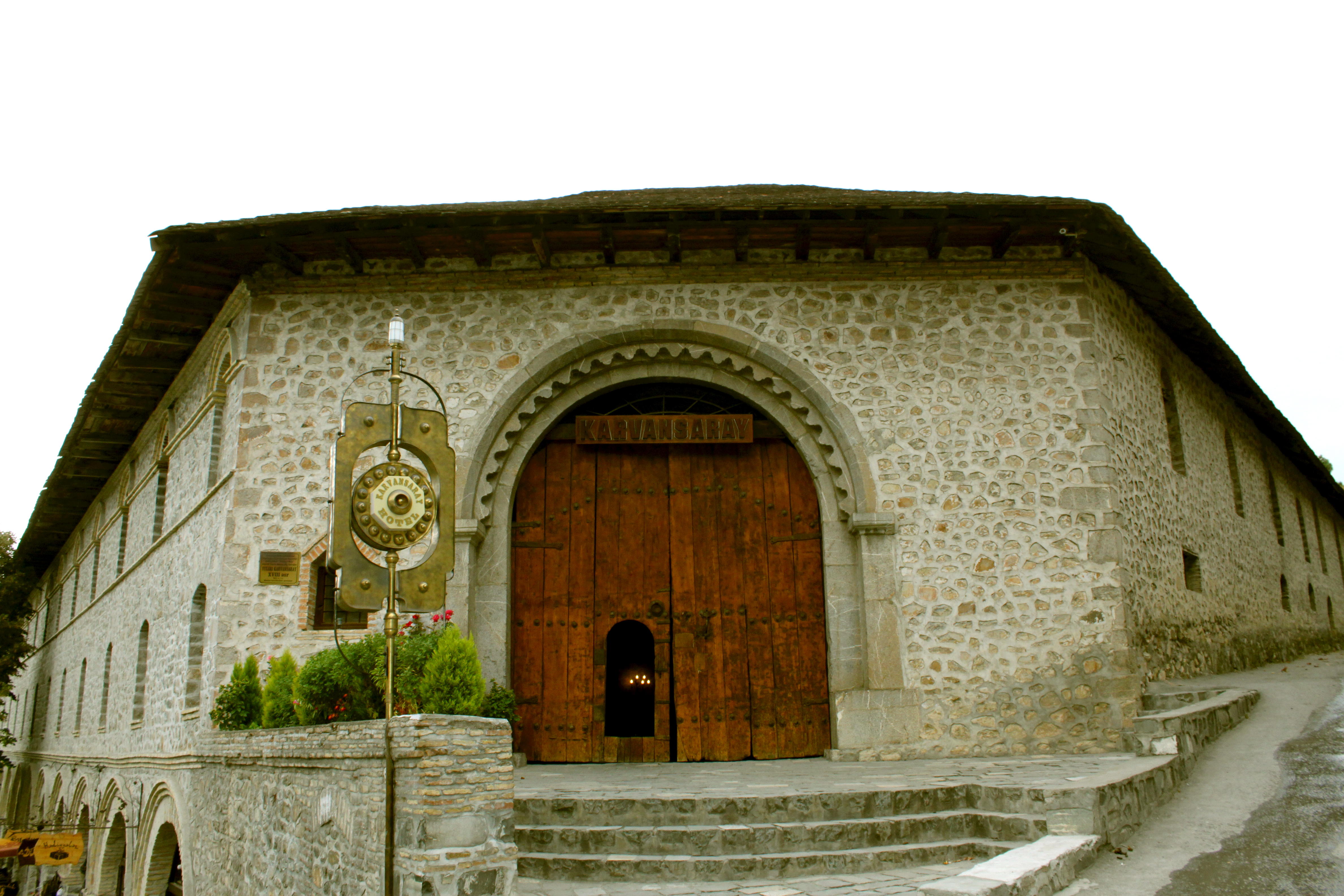
Верхній караван-сарай

«Верхній» караван-сарай (азерб. Yuxarı karvan-saray) має прямокутну форму з великим внутрішнім двором, в центрі якого знаходиться басейн. Загальна площа караван-сараю близько 8000 кв.метрів, розміри 55x85 метрів. На подвір'я ведуть чотири входи з усіх чотирьох кутів будинку. Всього в нижньому караван-сараї існує 242 кімнати. Раніше на першому поверсі заїжджого двору знаходилися торгові лавки та складські приміщення, а другий поверх призначався для житла постояльцям, яким здавалися кімнати. Кожна кімната мала люк, який драбиною з'єднував його з нижнім розташуванням, що було дуже зручно для купців, які бажали в будь-який час дня і ночі перевірити збереження своїх товарів.
З 1988 року Верхній Караван-сарай використовується як готельний комплекс для туристів, гостей міста та місцевих жителів. На території комплексу функціонує ресторан національної кухні на 100 місць. Відповідно до міжнародних стандартів в готелі є також люкс номери.

### Нижній караван-сарай
«Нижній» караван-сарай (азерб. Aşağı karvan-saray) розташований на більш складному рельєфі (поруч з караван-сараєм протікає швидкоплинна річка Гурджана) і має форму трапеції. Загальна площа будови близько 6000 кв.метрів. Передня частина будови, що виходить на вулицю, має висоту 14 метрів, а внутрішня 8 метрів. У Нижньому караван-сараї знаходиться в цілому близько 300 кімнат та складські приміщення.